# The Golden Touch
The Golden Touch (bra: Toque Dourado) é um curta-metragem de animação lançado em 1935, como parte da série Silly Symphonies. Foi dirigido e produzido por Walt Disney.